# برمویدومتان
برمویدومتان (به انگلیسی: Bromoiodomethane) با فرمول شیمیایی CH۲BrI یک ترکیب شیمیایی با شناسه پاب‌کم ۶۸۴۰۷ است. که جرم مولی آن 220.84 g/mol می‌باشد. شکل ظاهری این ترکیب، مایع است.